# Jérémie Porsan-Clemente
Jérémie Porsan-Clemente (n. Schoelcher, Francia; 16 de diciembre de 1997) es un futbolista francés que juega como delantero centro para el Montpellier HSC de la Ligue 1 francesa.

## Trayectoria
Debutó como profesional el 17 de agosto de 2014 en la Ligue 1, ante Montpellier, ingresó al minuto 75 pero perdieron 2 a 0. Jugó su primer encuentro con 16 años y 244 días, utilizó la camiseta número 29. Se convirtió en el futbolista más joven en disputar un partido oficial con Olympique de Marsella.

## Estadísticas

### Clubes
Actualizado al 5 de octubre de 2016.
| Club                          | Div.          | Temporada     | Liga  | Liga  | Copas nacionales | Copas nacionales | Torneos internacionales | Torneos internacionales | Total | Total |
| Club                          | Div.          | Temporada     | Part. | Goles | Part.            | Goles            | Part.                   | Goles                   | Part. | Goles |
| ----------------------------- | ------------- | ------------- | ----- | ----- | ---------------- | ---------------- | ----------------------- | ----------------------- | ----- | ----- |
| Olympique de Marsella Francia | 1ª            | 2014/15       | 1     | 0     | -                | -                | -                       | -                       | 1     | 0     |
| Olympique de Marsella Francia | 1ª            | 2015/16       | 1     | 0     | -                | -                | 0                       | 0                       | 1     | 0     |
| Olympique de Marsella Francia | 1ª            | 2016/17       | -     | 0     | -                | -                | -                       | -                       | 0     | 0     |
| Olympique de Marsella Francia | Total club    | Total club    | 2     | 0     | 0                | 0                | 0                       | 0                       | 2     | 0     |
| Total carrera                 | Total carrera | Total carrera | 2     | 0     | 0                | 0                | 0                       | 0                       | 2     | 0     |

### Reserva
Actualizado al 1° de octubre de 2016.
Último partido citado: OM 1 - 1 Le Pontet
| Club                          | Div.          | Temporada     | Liga  | Liga  | Copas nacionales | Copas nacionales | Torneos internacionales | Torneos internacionales | Total | Total |
| Club                          | Div.          | Temporada     | Part. | Goles | Part.            | Goles            | Part.                   | Goles                   | Part. | Goles |
| ----------------------------- | ------------- | ------------- | ----- | ----- | ---------------- | ---------------- | ----------------------- | ----------------------- | ----- | ----- |
| Olympique de Marsella Francia | 5ª            | 2014/15       | 6     | 3     | -                | -                | -                       | -                       | 6     | 3     |
| Olympique de Marsella Francia | 4ª            | 2015/16       | 23    | 4     | -                | -                | -                       | -                       | 23    | 4     |
| Olympique de Marsella Francia | 4ª            | 2016/17       | 7     | 4     | -                | -                | -                       | -                       | 7     | 4     |
| Olympique de Marsella Francia | Total club    | Total club    | 36    | 11    | 0                | 0                | 0                       | 0                       | 36    | 11    |
| Total carrera                 | Total carrera | Total carrera | 36    | 11    | 0                | 0                | 0                       | 0                       | 36    | 11    |